# 183R型导弹快艇
183R型导弹快艇，北约命名：Komar（俄文蚊子的拉丁拼写），是苏联第一代导弹快艇。

## 历史
二战结束后，蘇聯设计了183型鱼雷快艇。装备两具533毫米鱼雷发射管。建造了622艘。
1956年，波-15（北约命名SS-N-2“冥河”）反舰导弹研发成功。在183型快艇上裝備了导弹发射器，成為183R型（R是raketny火箭的首字母）。

### 使用國家
- 阿尔及利亚 - 6艘
- 中华人民共和国 - 8艘  (1961年)
- 古巴 - 18艘
- 埃及 - 7艘(1962–67年)
- 印度尼西亞 - 12艘(1961–65年)
- 伊拉克 - 3艘 (1972年)
- 緬甸 - 6艘（1969- 1974年）
- - 10艘
- 叙利亚海軍 - 9艘
- 越南 - 4艘

## 战斗记录
- 1967年10月21日 - 埃及海军击沉以色列海军埃拉特号驱逐舰